# Patrick Dooley
Patrick Dooley (* 14. Januar 1910 in Athy, County Kildare; † 2. Mai 1982) war ein irischer Politiker der Fianna Fáil. Er war von 1957 bis 1965 Teachta Dála (Abgeordneter) im Dáil Éireann, dem Unterhaus des irischen Parlaments (Oireachtas).

## Leben
Dooley war Schullehrer. Er versuchte erstmals, bei den Wahlen 1954 im Wahlkreis Kildare in den Dáil einzuziehen. Er erreichte jedoch nicht genügend Stimmen. Bei den Wahlen 1957 hatte er dann mehr Erfolg und konnte den errungenen Sitz auch bei den Wahlen 1961 verteidigen. 1965 verlor er den Sitz jedoch wieder und konnte ihn auch später, bei den Wahlen zum Dáil Éireann 1973, nicht wiedergewinnen.